# Licență BSD
Licențele BSD sunt o familie de licențe pentru software liber folosite mai ales de sistemele de operare BSD. BSD este prescurtarea de la expresia engleză Berkeley Software Distribution, un sistem de operare de tip Unix-Like.
Există mai multe variante de licențe, cea mai cunoscută (și folosită în prezent) fiind varianta cu trei clauze, numită și „varianta revizuită”.

## Clauze
Licența permite utilizarea programului fără niciun fel de restricții. Redistribuția programului (cod sursă sau compilat) se poate face cu condiția păstrării informației despre autor și a licenței în codul sursă sau, după caz, în documentația programului. A treia condiție este aceea de a a nu folosi numele deținătorilor drepturilor de autor (sau a contribuitorilor) pentru gira, susține sau promova produse derivate, fără acordul autorilor. Licența originală conținea și o clauză de reclamă.

## Clauza de reclamă
Versiunea originală, așa cum a fost publicată de Universitatea Berkeley, conținea încă o clauză care cerea ca în orice reclamă a unui produs derivat să se menționeze și autorul original. Această clauză este cunoscută acum drept cea de-a patra clauză, deși inițial era a treia la număr.
Această clauză a fost ulterior scoasă din text datorită criticilor.

## Utilizare
Licența BSD este folosită mai ales în cazurile în care nu se dorește folosirea unei licențe de tip viral (cum ar fi licența GPL), dar se dorește în schimb menționarea autorilor în toate distribuțiile programului original sau versiunile modificate ale acestuia.

## Licența BSD revizuită - Traducerea în română
Licența BSD în varianta revizuită este varianta cu trei clauze (fără clauza de reclamă) a licenței de software ale BSD, formulată inițial de Universitatea din California din Berkeley, California, SUA.
Urmează o traducere neoficială a textului licenței în limba română a versiunii cu trei clauze. Aceasta este o traducere neoficială, care nu a fost publicată de către Universitatea Berkeley, California și nu exprimă condițiile legale de distribuire a programelor care utilizează licența BSD – numai textul original în limba engleză al Licenței BSD face acest lucru. Cu toate acestea, traducerea poate ajuta vorbitorii de limba română să înțeleagă Licența BSD mai bine.
```
Drepturi de autor © ANUL, AUTOR
Toate drepturile rezervate 

Redistribuția și utilizarea în formă de sursă sau binară, cu sau fără modificări, este
permisă  dacă sunt îndeplinite următoarele condiții: 
* Redistribuții ale codului sursă trebuie să păstreze nota pentru drepturi de autor de mai sus,
această listă de condiții și declarația de neasumare a responsabilității de mai jos.
* Redistribuții în formă binară trebuie să reproducă nota pentru drepturi de autor de mai sus,
această listă de condiții și declarația de neasumare a responsabilității de mai jos în
documentație și/sau alte materiale furnizate cu distribuția.
* Nici numele ORGANIZAȚIEI și nici numele contribuitorilor săi nu pot fi folosite pentru a 
gira, aproba, susține sau promova produse derivate din acest software fără aprobare prealabilă
în scris.

ACEST SOFTWARE ESTE FURNIZAT DE CĂTRE DEȚINĂTORII DREPTURILOR DE AUTOR „CA ATARE” ȘI NU SE
OFERĂ NICI UN FEL DE GARANȚIE EXPLICITĂ SAU IMPLICITĂ, INCLUSIV, DAR FĂRĂ A SE LIMITA LA,
GARANȚIA IMPUSĂ DE VANDABILITATE SAU ADECVARE PENTRU UN ANUMIT SCOP. ÎN NICIUN CAZ DEȚINĂTORII
DREPTURILOR DE AUTOR SAU CONTRIBUITORII NU POT FI TRAȘI LA RĂSPUNDERE PENTRU NICIUN FEL DE 
DAUNE DIRECTE, INDIRECTE, INCIDENTALE, SPECIALE, CARACTERISTICE SAU SECUNDARE (INCLUSIV, DAR
FĂRĂ A FI LIMITAT LA, PROCURAREA DE BUNURI SAU SERVICII ÎNLOCUITOARE; PIERDERE DE
ÎNTREBUINȚARE, DATE SAU PROFITURI; SAU ÎNTRERUPERE DE ACTIVITATE) INDIFERENT DE CUM AU FOST
CAUZATE ȘI ÎN ORICE TEORIE DE RESPONSABILITATE, CHIAR DACĂ ÎN CONTRACT, RESPONSABILITATE
STRICTĂ SAU PREJUDICIU (INCLUSIV NEGLIJENȚĂ SAU ALTE CAZURI) CA URMARE A UTILIZĂRII DE ORICE
FEL A ACESTUI SOFTWARE, CHIAR DACĂ S-A MENȚIONAT POSIBILITATEA UNOR ASEMENEA DAUNE.
```